# Lørenskog (przystanek kolejowy)
Lørenskog – kolejowy przystanek osobowy w Lørenskog, w regionie Akershus w Norwegii, jest oddalony od Oslo Sentralstasjon o 14,15 km. Jest położony na wysokości 159,3 m n.p.m.

## Ruch pasażerski
Leży na linii Hovedbanen. Jest elementem  kolei aglomeracyjnej w Oslo. Przez stację przebiegają pociągi linii 400.  Stacja obsługuje Oslo Sentralstasjon, Drammen, Asker, Lillestrøm i Skøyen.
| Numer | Stacja początkowa | stacja końcowa |
| ----- | ----------------- | -------------- |
| 400   | Drammen           | Lillestrøm     |

Pociągi linii 400 odjeżdżają co pół godziny; na odcinku między Asker a Lysaker jadą trasą Drammenbanen a  między Oslo Sentralstasjon a Lillestrøm jadą trasą Hovedbanen. 

## Obsługa pasażerów
Wiata, poczekalnia, automat biletowy,parking rowerowy, parking na 274 miejsca, przystanek autobusowy, postój taksówek. Odprawa podróżnych odbywa się w pociągu.